# Русский комитет
«Русский комитет» — организация коллаборантов времён Второй мировой войны, сотрудничавшая с оккупационной администрацией нацистской Германии и с командованием РОА, иногда «Русский комитет» именовался «Инициативной группой».
Русский комитет был создан под влиянием рейхсминистра Розенберга, и 12 января 1943 именно А. Розенберг санкционировал его создание, деятельностью комитета руководила СД, в недрах которой разрабатывались программы и уставы этой и подобных ей организаций.
С 1943 года «Русский комитет» стал номинальным издателем некоторых оккупационных немецких газет, например, газеты «За родину», хозяином которой оставался отдел пропаганды штаба «Норд» нацистской Германии. Некоторые листовки нацистской Германии для СССР также стали распространяться от имени этого комитета, в частности, листовки РОА.
Номинальным руководителем этой организации был назначен генерал Власов, хотя реально никакого комитета практически не существовало. На тот момент, практически не было и РОА, которая до ноября 1944 года существовала только на бумаге (как общее название для многочисленных русских формирований в составе Вермахта) и не имела своего официального оформления. Известен случай, когда А. А. Власов прямо сказал главреду «Нового слова» В. Деспотули, что нет никакой РОА, и что весь «Русский комитет можно разместить за столом, за которым я сейчас сижу с Вами». В ноябре 1944 года немцы позволили создать А. А. Власову реальную организацию — КОНР.